# Teoria do etiquetamento social
Na criminologia, a teoria do etiquetamento social (em inglês: labeling approach theory) é uma teoria criminológica marcada pela ideia de que as noções de crime e criminoso são construídas socialmente a partir da definição legal e das ações de instâncias oficiais de controle social a respeito do comportamento de determinados indivíduos. Segundo esse entendimento, a criminalidade não é uma propriedade inerente a um sujeito, mas uma “etiqueta” atribuída a certos indivíduos que a sociedade entende como delinquentes. Em outras palavras, o comportamento desviante é aquele rotulado como tal.
Surgida na década de 1960, nos Estados Unidos, representou importante marco para a teoria da criminalidade, em momento de transição entre a criminologia tradicional e a criminologia crítica, na medida em que passou a preterir o estudo de supostas predisposições à realização de crimes, como defendido por Cesare Lombroso, e aspectos psicológicos do agente em favor de uma análise aprofundada do Sistema Penal como forma de compreender o status social de delinquente. A partir dessa nova concepção, a teoria pauta-se fundamentalmente na análise da ação de forças policiais, penitenciarias, órgãos do Poder Judiciário e outras instituições de controle social, com o objetivo de entender como os rótulos estipulados pela sociedade e aplicados por tais instituições refletem circunstâncias sociais e contribuem para a criação de um estigma de “criminoso” para certos grupos sociais, alterando a própria percepção individual daqueles rotulados.

## Origens

### Contexto histórico
Com o término da Segunda Guerra Mundial, os Estados Unidos ingressaram em um período de prosperidade social e econômica, marcado pela idealização e exaltação, por grande parte da população, do “american way of life”, em contraposição aos padrões de vida existentes na União Soviética.
Contudo, com a chegada da década de 1960, e em meio à divisão geopolítica do período da Guerra Fria, surgiam nos Estados Unidos movimentos compostos majoritariamente por jovens e marcados pelo psicodelismo, pelo culto “científico” às drogas e pelo rock and roll. A juventude buscava um novo estilo de vida, dissociado do “american way of life”, a partir do questionamento do modelo político, social e econômico do país. Nesse contexto, movimentos sociais surgiam em repúdio à Guerra do Vietnã, cabendo destacar o movimento hippie, e em busca da garantia de direitos civis às minorias, destacando-se os esforços de Martin Luther King Jr., na luta contra o racismo, e de Betty Friedan, no combate contra o machismo. Em meio a essas lutas, a desobediência civil e a deserção do exercito possuíram importante papel nas lutas políticas da época, as quais eram reprimidas ferrenhamente pelas forças policiais, a exemplo do episódio ocorrido no People’s Park.
A efervescência social não estava restrita aos Estados Unidos. A exemplo da França, onde em 1968 era observado o auge da “ofensiva transgressora” e a pujança de movimentos estudantis, além da eclosão de greve geral sob o lema do “é proibido proibir”. No Brasil, o estabelecimento do Regime Militar foi seguido por revoltas estudantis, que ganharam força após a morte do estudante Edson Luiz, decorrente da violência do Regime. O movimento Tropicália e o início de discussões a respeito da legalização da maconha e da diversidade sexual também marcavam os esforços de certos grupos em questionar aquilo tido como subversivo.

### Orientação sociológica
Em meio a um cenário de conflitos e questionamentos sociais e políticos, tanto nas Américas como na Europa, a teoria do labeling approach começou a se desenvolver com base principalmente em duas vertentes da sociologia  norte-americanas.
A primeira delas consiste no chamado “interacionismo simbólico”. Afirma que a realidade social é constituída a partir da relação entre os indivíduos, sendo essa relação realizada através da interpretação, segundo uma atribuição de valores e símbolos às ações dos demais, e da reação às condutas dos outros indivíduos no âmbito social. Essa atribuição de valores e símbolos feita às condutas dos demais indivíduos seria construída através dos processos linguísticos de cognição. A segunda consiste na “etnometodologia”, que entende a realidade social como uma construção cotidiana, auferido através de uma tipificação e definição feitas pelos grupos de indivíduos, e não como objeto predeterminado.
Com base nas considerações suscitadas por essas vertentes sociológicas, os trabalhos de George Herbert Mead e Hebert Blumer, com a tese de que as pessoas determinam e são determinadas pelas relações em que estão inseridas no meio social, agiram como ponto de partida para novas correntes de pensamento iniciam trabalhos no sentido de formar uma sociologia crítica e voltada para a análise do desvio. Já em 1963, a publicação do livro Outsiders, por Howard S. Becker, lançava as bases para o estudo do comportamento desviante, não como qualidade inerente a uma pessoa má, mas como resultado da rotulação dos atos de certa pessoa como ruins. Do ponto de vista da criminologia, diversos autores, como Edwin Lemert, Edwin Schur e Fritz Sack, recorrem ao estudo da reação social com o intuito de explicar cientificamente os processos de criminalização, as carreiras criminosas e o chamado desvio secundário - o efeito do etiquetamento de “criminoso” sobre quem é assim rotulado, permitindo que o labeling approach firmasse-se como modelo teórico explicativo do comportamento criminoso.

## Construção teórica
A labeling approach situa-se dentre as teorias do processo social. Sob esse viés doutrinário, qualquer indivíduo possui a mesma potencialidade intrínseca de vir a cometer condutas determinadas pelas Instituições Oficiais de controle social como sendo criminosas. Entretanto, há fatores sociais que aumentam a possibilidade de cometimento dessas condutas tipificadas como crimes, presentes especialmente nas classes sociais marginalizadas, marcadas pela pobreza, carência e baixa escolaridade. Ainda que nas classes sociais economicamente mais abastas também sejam verificadas condutas desviantes, essas ocorrências não são submetidas da mesma forma ao processo de estigmatização e seleção punitiva do Sistema Penal.
A partir dessas constatações, segundo conceituação de Alessandro Baratta, uma conduta não é delitiva enquanto qualidade negativa inerente a ela (nocividade do fato), nem seu autor é criminoso por natureza (patologia da personalidade). De forma contrária, o caráter criminoso de uma conduta e de seu autor depende da orientação pelo Sistema Penal de certos processos sociais de definição, que atribuem a essa conduta tal valor, e de seleção, que conferem uma etiqueta ao autor da ação. Dessa forma, a funcionalidade do Sistema Penal encontra-se deturpada, já que não combate, reduz e elimina condutas “delinquentes”, mas serve, ao contrário, como um mecanismo de reprodução das desigualdades e assimetrias sociais, por meio da construção do conceito de criminalidade através de processos discricionários e estigmatizantes, os quais não teriam em mente as peculiaridades do indivíduo, mas sim as circunstâncias sociais em que se insere.
Segundo esse entendimento, o próprio sistema e sua reação às condutas desviantes, por meio do exercício de controle social, definem o que se entende por criminalidade. Entretanto, a criminalidade não é gerada somente por uma forma de atuação do Sistema Penal no âmbito social, sendo preciso considerar a existência de três processos distintos de criminalização:
1. Criminalização primária: definição de standards de comportamento e tipificação de crime pelo Poder Legislativo;
2. Criminalização secundária: atribuição de uma etiqueta àqueles que a sociedade entende como desviantes, especialmente a partir da ação de instituições oficiais de controle social;
3. Criminalização terciária: manutenção do estigma de “criminoso” atribuído àqueles rotulados como tal, passando pela internalização desse rótulo pelo próprio indivíduo, principalmente no contexto do Sistema Penitenciário.

Cabe ressaltar que tal processo de atribuição de valores aos comportamentos transformando-os em ações faz-se por meio de normas. Podendo ser por normas sociais gerais, por exemplo, normas jurídicas – chamadas de “general rules”, por Aaron V. Cicourel – ou por normas ou práticas interpretativas, que definem a aplicação das normas gerais aos casos particulares – chamadas de “basic rules”.  
Esse segundo tipo de norma interpretativa funciona como um processo não-escrito de preceitos atributivos da imputação de responsabilidade penal e de etiquetamentos. A partir disso, os teóricos do labeling approach desenvolveram suas doutrinas sob duas orientações diversas em relação à cognição da natureza do objeto e do sujeito na definição dos “comportamentos delinquentes”. Uma primeira vertente recai sobre o estudo e a análise do processo de construção da “identidade” desviante e dos efeitos causados sobre o “etiquetado” por lhe terem rotulado enquanto tal. A outra desenvolve-se a partir do problema da definição do desvio como qualidade de certos indivíduos e condutas, direcionando-se para o questionamento sobre quem detém esse poder de definição, o qual se reputa em sua maioria às instituições de controle social.
Edwin Lemert, sob a primeira vertente, desenvolve o conceito de deliquencia “primária” e delinquência “secundária”. Para ele, a reação social e consequente punição de um primeiro comportamento delinquente frequentemente causa um “commitment to desviance”, isso é, fazendo com que um indivíduo, então, primordialmente estigmatizado como “criminoso” pelo primeiro delito que cometeu, tenda a manter-se sob esse papel que lhe foi atribuído, como um efeito psicológico de defesa, ataque e adequação aos problemas oriundos do primeiro desvio. Assim, o processo de criminalização do delinquente primário, rotulando-o como desviante, que reporta a fatores sociais, culturais e econômicos, tem influência decisiva para o retorno do indivíduo estigmatizado à cometer delitos, porém, dessa vez como consequência da rotulação que lhe impuseram, fazendo com que o indivíduo insira-se na carreira criminosa. A partir dessas conclusões, questiona-se o próprio Sistema Penal, em especial quanto às penas restritivas de liberdade, que ao invés de serem promotoras da reinserção dos indivíduos “desviantes” na sociedade, na verdade, promovem o reforço dessa estigmatização em relação aos detentos, fazendo com que assumam tal identidade social e prossigam em tal papel.
Tratando-se da segunda vertente, desdobra-se sobre a validade dos juízos de desvio, sob o paradigma do controle. Então, indagando quais as condições subjetivas de atribuição da qualidade de desvio à indivíduos e comportamentos (dimensão da definição) e, o que confere validade prática à determinadas definições (dimensão do poder). Porém, como destacado por Wolfgang Keckeisen, uma teoria criminológica do desvio da reação social foca-se no problema da validade dos juízos simbólicos e estigmatizantes.

### Processo de estigmatizacão e seletividade
Os processos de seletividade e estigmatização envolvem não só um conjunto de fatores formais, mas, também, informais. Os fatores formais podem ser considerados a ação legítima das Instituições Oficiais de controle social, perfazendo desde o policiamento até a ação dos Tribunais. Já os fatores informais consistem na reprodução e na operação subjetiva, em cada indivíduo, de um microssistema de controle e um microssistema penal que se reproduzem cotidianamente.
A dimensão simbólica do Sistema Penal consiste exatamente em citar os discursos, imagens e símbolos  que configuram as ideologias legitimadoras dos processos de seleção e estigmatização, em cooperação com o senso comum punitivo reproduzido através dos meios de controle social.
Sob essa perspectiva, não basta que um indivíduo cometa um comportamento considerado “desviante” pelo processo de criminalização primário para que seja rotulado como delinquente. A análise do processo de etiquetamento, dentro do senso comum punitivo, mostra que para que esse comportamento desviante seja imputado ao autor, é necessário que: 
(i)	a ação tenha causado uma responsabilidade moral ao autor por ter transgredido a rotina das circunstâncias consideradas normais pela sociedade em geral;
(ii)	o autor tenha agido com culpa ou dolo; e
(iii)	o autor tinha discernimento do que estava fazendo.

### Tipificação da conduta
De acordo com a corrente dos etnometodólogos, tendo em vista as teorias de Alfred Schutz, o processo de definição de uma conduta como desviante é condicionado ao processo de definição anterior elaborado em relação à conduta semelhante, considerada abstratamente. Tomando como ponto de partida standarts e referentes simbólicos da sociedade, essa linha de estudo defende que o processo definidor de condutas é realizado mediante determinadas regras (basic rules), sempre utilizadas para assimilar circunstâncias presentes às ocorridas.
Nesse sentido, interacionistas e etnometodólogos consideram que uma tipificação de conduta só pode se realizar mediante a percepção da ocorrência fática e real desta, assim, somente quando tomada “por dada” é que sofre um juízo de avaliação por meio de um processo de negociações e de conceitos pré-definidos, comparando-se com circunstâncias precedentes, buscando-se definir tratar-se ou não de uma ação desviante.
Cabe ressaltar ainda que os processos tipificação de condutas, realizados pelos sistemas formais e informais, embora possua regras internas pré-definidas, não têm uma ligação certa e contínua. Podendo tanto as definições informais colmatarem as definições formais quanto o resultado das definições formais refletirem as definições informais.

### Seletividade das instâncias de controle
Uma rápida comparação entre as instâncias de controle informais (exercido pela família, profissão, escola, entre outros) e as instâncias de controle formais (exercido pela Polícia, órgãos de Justiça, penitenciárias), permite notar a seletividade com que estas exercem suas atividades de controle e repressão. O caso brasileiro coloca-se como exemplo apurado dessa seletividade. De acordo com o relatório divulgado pelo Departamento Penitenciário Nacional, no final de 2012, 54% dos presos são pardos ou negros, 55% tem entre 18 e 29 anos e a pouca escolaridade é um fator muito presente: 5,6% são analfabetos, 13% são apenas alfabetizados e 46% têm o ensino fundamental incompleto. Segundo o relatório, somente 0,4% dos presos têm formação superior completa.
Os dados evidenciam a construção de um perfil predominante do “delinquente” brasileiro, trazendo à tona a discriminação com que a esfera estatal seleciona os indivíduos puníveis, dentro de uma lógica de rotulação, evidenciada a partir dos apontamentos do labeling approach. Há uma seletividade de classe e raça construída socialmente pelas instâncias formais de controle, que é reforçada no imaginário coletivo através do papel empenhado inclusive pelos meios de comunicação em massa, que atuam no processo de rotulação propagando o estereótipo do “criminoso” como sendo, no exemplo brasileiro, o negro, o pobre e o pouco instruído.

### A conduta desviante
É central na teoria do labeling approach a análise da seletividade da conduta desviante, pois se relaciona com a forma pela qual o desviante é aquele que não é aceito como membro pertencente pelos demais, por não se adequar aos padrões impostos socialmente. Aquele que quebra uma regra posta em vigor é visto como alguém não confiável para viver sob as regras acordadas por aquele grupo.
É essencial lembrar que a conduta desviante nem sempre representa algo negativo, estigmatizado. Por exemplo, em um mundo onde muitas pessoas são destras, quem é canhoto assume uma postura desviante. Por outro lado, quando uma conduta desviante é selecionada a partir instituições de controle social e definida como indesejável, e por consequência, passível de punição, acaba-se por gerar a estigmatização daquele qualificado como desviado, fazendo pairar sobre ele uma etiqueta de “criminoso”, a qual tende a aderir permanentemente a sua imagem individual, projetando-se sobre suas interações sociais.
Se nem todas as condutas desviantes são passiveis de punição, existem parâmetros que definem e delimitam as condutas desviantes que devem ser repreendidas e geram o individuo estigmatizado. Para a teoria do labeling approach, o caráter desviante da conduta é resultado da reação social frente a determinado comportamento, e o individuo delinquente é quem pratica essa conduta e sofre, em função disso, a estigmatização. Quanto à reação social, cabe relembrar as considerações de Émile Durkheim, no livro ”O Suicídio”, segundo o qual o crime não seria tanto a violação de uma norma penal, mas sim um ato que afronta determinados valores da sociedade.
Desse modo, é a sociedade quem determina, através de suas regras e padrões, quais condutas desviantes serão passíveis de punição e reprovação. O que é classificado como crime em um dado país, pode ser totalmente legal em outro. A conduta que transformaria uma pessoa em “criminosa” ou “delinquente” em determinado país, pode ser a mesma conduta que é parabenizada e valorizada em outro.
Portanto, um comportamento não é por si só desviante, mas é rotulado como tal a partir dos valores e parâmetros de comportamento adotados pela sociedade. Em outras palavras, o comportamento, sem a reação social negativa, é apenas um comportamento. A reação das outras pessoas que vivem sob os padrões infringidos pelo desviante é que vai determinar se o comportamento é desviante ou não, e em que medida será repudiado.

### Estigmatização e carreira criminal
A criminologia tradicional busca entender o que leva algumas pessoas a assumirem o comportamento desviante, ou seja, a praticarem ações delituosas. Com o labeling approach, a dúvida passa para os motivos pelos quais algumas pessoas são tratadas como criminosas e quais as consequências desse tratamento.
Quando alguém pratica um ato considerado desviante dos padrões estabelecidos, ocorre uma mudança na identidade que essa pessoa possui diante da sociedade. Em outras palavras, surge um status, uma rotulação que será imposta sobre o agente desviante, caracterizando-o como tal, como se, a partir daquele momento, um único ato o definisse por completo. Com isso, o agente desviante passa a ser um criminoso, e apenas um criminoso. Inicia-se, então, o processo de estigmatização.
A sociedade destaca alguns aspectos do indivíduo desviante e assume que estas poucas características definem o tipo de pessoa que ele é. Com o tempo, o individuo estigmatizado acaba aceitando a definição que lhe foi imposta pela sociedade, assumindo ser um “ladrão” ou um “drogado”, por exemplo. O problema dessa auto aceitação é que as pessoas tendem a procurar seus semelhantes e, quando isso ocorre entre os rotulados como desviantes, tem-se o inicio de uma carreira criminal.
Nesse ponto é interessante ressaltar que as instituições que supostamente seriam destinadas a desencorajar o comportamento desviante, como as penitenciárias, acabam, na verdade, reforçando-o. Ao reunir os desviantes e isolá-los da sociedade, as instituições de controle dão a esses indivíduos o poder de ensinar e aprender ainda mais sobre condutas consideradas desviantes.
Isso acontece porque, na medida em que o individuou se vê cada vez mais preso no papel que lhe foi atribuído pela sociedade, maior é a tendência para que o autor do delito defina-se como os outros o definem, ou seja, como um criminoso. Dessa maneira, o agente acaba por perder sua individualidade para se tornar o que os outros esperam dele. Com isso a sociedade acaba criando, mesmo que inconscientemente e na proporção inversa aos seus esforços, um ambiente propício para que o indivíduo que praticou uma conduta desviante torne-se reincidente na conduta desviante.
O processo de estigmatização desse indivíduo perpassa, necessariamente, pela execução das chamadas “cerimônias degradantes”, definidas pelos teóricos do labeling approach como processos a que são submetidos aqueles rotulados pela sociedade de “criminosos”. Por meio desses processos, os indivíduos tem sua identidade desconstruída, recebendo uma nova que destaca os aspectos da conduta desviantes, degradando sua imagem perante a sociedade.
Em resumo, a criminalização de condutas exercida pela sociedade e pelas instancias formais de controle, aliada à persecução penal, acaba por gerar o processo de estigmatização do indivíduo desviante. As consequências desse processo são devastadoras e muitas vezes irreversíveis, tanto no âmbito psicológico quanto no âmbito social. Psicologicamente porque a rotulação causada pela reação social faz com que o indivíduo assuma para si as características evidenciadas de sua conduta desviante, através de uma imposição constante do meio que o cerca. O individuo deixa de ser pessoa para se tornar um “criminoso”. Socialmente porque o rótulo de criminoso desviante é reforçado pela mídia, pela ficha de antecedentes criminais, e outros aspectos sociais que tornam praticamente impossível a aceitação e a reintegração desse indivíduo na sociedade.

### O papel da mídia no processo de estigmatização
O processo estigmatizante tem início, muitas vezes, antes mesmo do contato direto com uma instância formal de controle ou da instauração do processo criminal. A televisão, os jornais, a internet, ou seja, a mídia como um todo possui papel central na criação da nova identidade atribuída ao indivíduo de conduta desviante.
Mais do que a criação dessa nova identidade, os meios de comunicação podem ser grandes reforçadores do rótulo imposto ao desviante, através da construção de estereótipos criminosos no imaginário coletivo. Isso acontece em função do grande poder de influência de que gozam os meios de comunicação em massa, configurando-se como formadores de opinião, fazendo com que o espectador perca em partes a sua visão crítica sobre determinados assuntos, trazendo os fatos de perspectivas completamente parciais e enviesadas.
O processo de estigmatização desencadeado pela mídia se inicia – via de regra – antes mesmo da condenação do indivíduo, em fase de investigação, durante o processo criminal, o que se mostra bastante problemático. O que se dá é um processo de rotulação antecipado, no qual o indivíduo rotulado, em muitos casos inocente, não possui a chance de se defender, ficando sujeito a danos que podem se mostrar irreparáveis no futuro, seja ele condenado posteriormente ou não.
Nesses casos, o principio da presunção da inocência é completamente descartado pela mídia, que associa a imagem de alguém que, a princípio é inocente, às características típicas da conduta desviante, “criminosa”. Isso acaba por atribuir, perante a sociedade, a nova identidade ao sujeito em foco, que, destituído da sua personalidade passa a ser definido por uma única atitude, capaz de apagar sua trajetória de vida e suas perspectivas de futuro.
É importante lembrar que esse papel estigmatizante assumido pela mídia traz implicações negativas também para o devido processo legal, pois condena antes mesmo da sentença, tirando qualquer direito à defesa e ao contraditório do acusado, reforçando socialmente os padrões pelos quais o indivíduo estigmatizado será reconhecido daquele momento em diante.
Por outro lado, o discurso reproduzido pela mídia acaba por legitimar a existência das instâncias formais de controle, como as penitenciárias, através da reprodução do medo e da insegurança. Ao passar uma ideia de falibilidade do sistema penal, os meios de comunicação em massa propagam a ideia da necessidade de maior repressão, de mais criminalização de condutas, de maior duração das penas, de redução da maioridade penal, entre outras.
Entretanto, na visão do labeling approach, a ideia de que esses caminhos sejam a solução para o problema do sistema penal é algo completamente absurdo. Modificar a legislação nos moldes apresentados significa criminalizar mais condutas, que implica uma crescente rotulação. Por sua vez, a rotulação dos indivíduos, passando pela criminalização primária e todo o processo estigmatizante já exposto só faz aumentar a criminalidade, conduzindo o indivíduo, em grande parte dos casos, à criminalização secundária.
É de extrema necessidade que o papel empenhado pela mídia, nas suas várias esferas, seja repensado. Como relevantes veiculadores de notícias e formadores de opiniões, os meios de comunicação em massa devem prezar pela maior imparcialidade possível, despertando o senso crítico coletivo ao invés de legitimar a seletividade do sistema prisional. Por outro lado, deve-se questionar até que ponto a liberdade de expressão empregada pela mídia não fere garantias individuais dos agentes que por ela são tachados de “criminosos”.

## Influências no pensamento jurídico brasileiro
No Brasil, são cada vez mais notáveis os esforços de difundir a noção de “prudente não intervenção” no âmbito do Direito Penal, especialmente sob a forma da “intervenção penal mínima” . De acordo com esse entendimento, o direito penal deve agir somente na proteção de bens jurídicos dotados de grande relevância. O Direito Penal passa a ser visto como fragmentado, na medida em que atua em casos específicos e não em todo conflito ou desentendimento, e subsidiário, subsidiário ao passo que somente é utilizado quando não é possível a proteção de um bem jurídico por qualquer outra forma. O Sistema Penal é encarado de forma mais contundente pela doutrina como “ultima ratio”.
Tratando-se da aplicação das penas, é possível observar que leituras construídas por teóricos do labeling approach quanto aos efeitos perniciosos do processo de criminalização terciário, influenciaram em alterações promovidas à legislação penal. Observa-se de forma cada vez mais evidente a aplicação de penas alternativas à pena privativa de liberdade, como a prestação pecuniária e a perda de bens e valores, por exemplo.
A respeito das penas privativas de liberdade, as Leis 7.209 e 7.210, ambas de 11 de julho de 1984, introduziram alterações significantes, especialmente quanto ao sistema de progressão de regimes. Segundo essa lógica, o condenado inicia o cumprimento da sanção em regime fechado. Após o cumprimento de um sexto desta, com o preenchimento de determinados requisitos, passa-se ao regime semiaberto e, posteriormente, ao regime aberto. Desse modo, o sistema de progressão de pena contribuiria na viabilização da ressocialização após o cumprimento da pena. 
Também em busca da ressocialização parecem estar os artigos 40 a 43 da Lei de Execução Penal, os quais propiciam maior contato do condenado com o “mundo exterior”, diminuindo seu isolamento com relação ao restante da sociedade. Como exemplo, destaca-se a possibilidade de visitas de familiares e de assistência ao egresso, visando à criação ou à manutenção do sentimento de pertencimento social do indivíduo condenado.
A Lei 9.099, de 26 de setembro de 1995, inaugurou uma nova filosofia em termos políticos e criminais, criando os Juizados Especiais Criminais, direcionados à solução de infrações com menor potencial ofensivo, cujo processo é voltado à conciliação e à transação. Em tese, o foco da ação penal estaria na reparação dos danos causados à vítima e não na aplicação da pena privativa de liberdade. Contudo, alguns autores importantes criticaram tais exemplos de aplicação no Brasil do labeling approach. Como exemplo, menciona-se a crítica de Miguel Reale Junior, segundo a qual os processos em trâmite nos Juizados Especiais Criminais visavam tão somente à celeridade processual, deixando em segundo plano a ideia do respeito ao contraditório e, assim, ao ideal de justiça. Cezar Roberto Bittencourt , por sua vez, afirma que uma verdadeira reforma penal seria baseada na descriminalização de vários atuais delitos.
Ainda com relação aos Juizados Especiais Criminais, a principal crítica recaí sobre o funcionamento na pratica, o qual teria transformado em uma forma de o acusado submeter-se a uma pena mais leve, independentemente do desenrolar do devido processo legal, previsto na Constituição Federal de 1988.
Em meio às tentativas de aplicação de considerações feitas por teóricos do labeling approach, é muito ter em mente as palavras de Nils Christie: “Na América do século XX, repetimos a experiência central do processo penal da Europa na Idade Média: passamos de um processo de acusação para um processo de confissão. Coagimos o acusado a confessar a culpa. Certamente, nossos meios são muito mais delicados; não torturamos, não esmagamos polegares; nem usamos botas espanholas para esmagar as pernas. Mas, tal como os europeus dos séculos passados que não empregaram essas máquinas, cobramos um preço muito alto ao acusado que usa o direito à salvaguarda constitucional do julgamento. Ameaçamo-lo de aumentar as punições se ele se faz valer de seu direito e depois é condenado. A diferença de penas é o que faz o plea bargaining coercitivo” .
Assim, a experiência brasileira, ao invés de recair sobre os processos de criminalização primário, adotando medidas de descriminalização, preferiu a adoção de medidas de despenalização, tratando fundamentalmente do processo secundário de criminalização, método considerado paliativo por alguns autores. A despeito dos vários avanços trazidos pelo conceito de direito penal mínimo, foi deixado em segundo plano as verdadeiras causas da criminalidade no Brasil.

## Críticas
A crítica principal feita ao labeling approach consiste em defini-la como uma “teoria de médio alcance”. Isso se dá, porque tal teoria foca na criminalização enquanto definição legal (criminalização primária), no processo de etiquetamento (criminalização secundária) e nos efeitos da rotulação de delinquência ao indivíduo (criminalização terciária), não questionando profundamente o conteúdo substancial dos comportamentos escolhidos para serem tipificados ou dos símbolos e preceitos estigmatizantes de determinado setor social. Ainda que permita uma descrição dos elementos constitutivos do fenômeno criminológico, não haveria maior aprofundamento nas questões sociais, econômicas e históricas em que se insere o ato criminoso.
Conforme aponta a professora Vera Regina Pereira de Andrade, a criminologia crítica do labeling approach pode ser criticada por dar ênfase unicamente na construção seletiva da criminalidade, isso é, na distribuição desigual do status negativo de criminoso. Todavia, haveria a necessidade de focar sobre a construção seletiva da vitimização, sendo imprescindível considerar que tanto vitimização quanto criminalidade são etiquetas atribuídas a setores sociais específicos.